# 都市農業公園

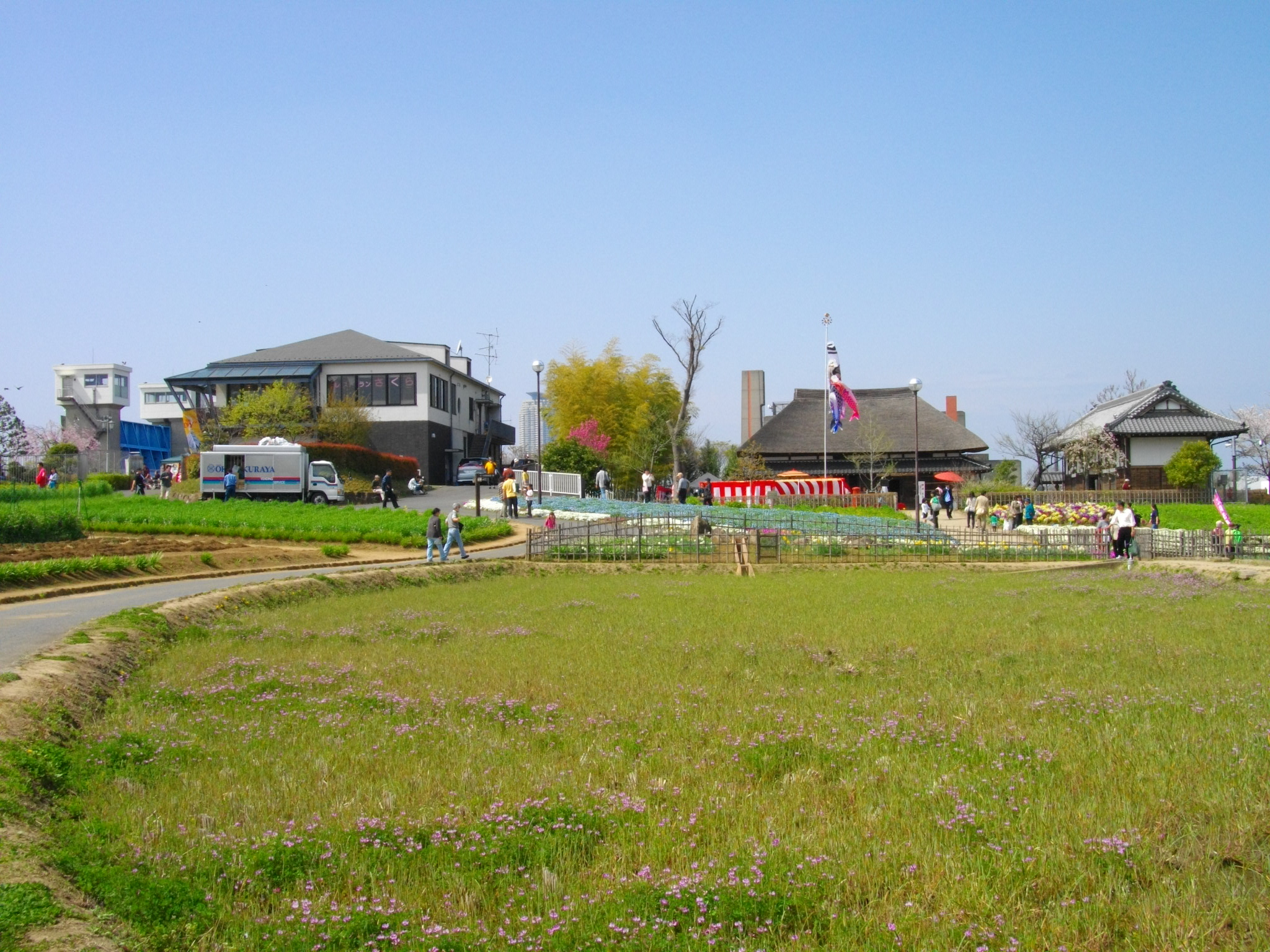
都市農業公園：画像左がレストハウス、中央が古民家。2010年4月11日撮影

足立区都市農業公園（あだちくとしのうぎょうこうえん）は、東京都足立区鹿浜のスーパー堤防上にある、足立区立の公園である。

## 概要
1984年（昭和59年）開園。正式には江北公園の1ブロックである。芝川が荒川に注ぐ河口付近に位置し、南側は荒川河川敷緑地に面している。全国各地に作られている農業公園のひとつで自然とのふれあい、植物栽培、園芸、農業への理解と教育、市民の憩いのために作られたものである。
園内には田畑、果樹園、温室、同区内から移築した古民家など、東京郊外で行われていた農業を伝える目的の施設のほか、芝生広場や児童遊具など家族向けの施設が設けられている。
1995年（平成7年）10月にリニューアルオープン。
荒川土手側入口にはレストハウスがあり、荒川の河川敷道路から芝川自転車道が分岐する地点として、サイクリング愛好者の休憩ポイントとなっている。
入園は無料、早朝夜間および年末年始などは休園となる。
1996年に手づくり郷土賞受賞。

## アクセスなど
公共交通機関でのアクセス手段は鉄道駅から遠い立地のためバスに頼る。西新井駅西口・西新井駅東口・西新井大師西駅・赤羽駅東口・赤羽岩淵駅・川口駅東口など
- 東武バスセントラル
  - はるかぜ4号(西05・西06)、西07：西新井駅西口・西新井駅東口 - 鹿浜都市農業公園終点下車
- 国際興業バス[3]
  - 赤23：西新井駅西口 - 西新井大師西駅 - 鹿浜五丁目 - 荒川大橋 - 赤羽岩淵駅-赤羽駅東口
  - 川21：川口駅東口 - 荒川大橋 - 鹿浜・領家循環

鹿浜五丁目で下車し南へ徒歩5分程度である。
マイカー・観光バス向けの駐車場も首都高速川口線（最寄りは鹿浜橋出入口・東領家出口）の高架下を利用して設けられており、環七通りにも近い。